# Eptafluoropropano
L'1,1,1,2,3,3,3-eptafluoropropano noto anche come HFC-227ea è un composto alifatico alogenato, gassoso incolore ed inodore. La sua formula è CF3CFHCF3. Viene comunemente usato come agente estinguente ma è in corso di abbandono a causa del suo alto GWP.

## Usi
L'eptafluoropropano è comunemente usato come agente estinguente e come atmosfera inerte per molti liquidi e gas infiammabili. Trattandosi di un estinguente gassoso non lascia residui sulle apparecchiature e può essere rimosso dagli ambienti tramite aerazione.
L'HFC-227ea è stato il primo agente antincendio che preserva l'ozono in quanto non contiene atomi di cloro o bromo; per questo fu sostituito all'Halon 1301.Tuttavia ha un significativo impatto in termini di effetto serra: la sua emivita nell'atmosfera infatti va dai 31 ai 42 anni circa (GWP =3350). Per questo motivo è in corso di abbandono a favore di alternative maggiormente eco-compatibili (come ad esempio il Novec 1230).
La protezione antincendio, prevede l'immissione nell'ambiente tra il 6,25% ed il 9% in volume di HFC-227ea.
L'eptafluoropropano è usato anche come propellente per aerosol. e nei dispenser per composizioni bronco-dilatatrici , oppure nei prodotti per pulire apparecchi elettrici, specchi e plastiche.
L'eptafluoropropano è presente anche in miscele non-infiammabili e sterilizzanti contenenti ossido di etilene. ,.
L'HFC-227ea può essere usato come atmosfera protettiva per materiali sensibili all'ossigeno presente nell'aria.  I prodotti che possono rientrare in questo uso dell'HFC-227ea sono anche cibi, farmaci e composti chimici.

## Produzione
L'eptafluoropropano viene prodotto dalla reazione di acido fluoridrico anidro con l'esafluoropropene  in presenza di un opportuno catalizzatore .
CF2=CF-CF3 + HF → CF3-CFH-CF3
In italia veniva prodotto da Ausimont nello stabilimento di Porto Marghera e commercializzato con il nome di Meforex 227ea .
La commercializzazione vera e propria avviene attraverso i sistemi antincendio (bombole di HFC-227ea liquido). 

## Proprietà chimico-fisiche
A temperatura ambiente è un gas, la sua temperatura di ebollizione è di -16,4 °C. È leggermente solubile in acqua.
Il fluoro, contenuto nella molecola, è un elemento molto elettronegativo, quindi la molecola è leggermente polare. Ma la polarità è data prevalentemente dal gruppo CFH centrale, perché i due gruppi CF3 sono simmetrici e bilanciano i loro momenti di dipolo magnetici.
Contenendo alogeni, la sua reattività potrebbe essere alta. Tuttavia i composti alifatici alogenati sono generalmente incompatibili con agenti ossidanti o riducenti. Così come sono incompatibili con molte ammine, nitriti, composti mono o diazotati, metalli alcalini ed epossidi.

## Indicazioni di sicurezza
Ad alte temperature, l'eptafluoropropano si decompone e forma acido fluoridrico, infatti lascia un odore amaro e pungente. Se il prodotto è usato nelle percentuali normali, il livello dell'acido fluoridrico sprigionato è molto inferiore ai livelli pericolosi. Altri prodotti di decomposizione dell'eptafluoropropano sono il monossido di carbonio l'anidride carbonica ed il fluoruro di carbonile.
Prima di rientrare in una stanza in cui è stato attivato un sistema antincendio a base di HFC-227ea, l'atmosfera dovrebbe essere controllata.
L'HFC-227ea liquido, è un liquido compresso e, pertanto, causa congelamento (perché assorbe grandi quantità di calore per tornare al suo stato standard, il gas).
Può provocare asfissia per mancanza d'aria, specialmente in spazi chiusi. L'eptafluoropropano è un gas più pesante dell'aria, quindi inizialmente si diffonde verso il basso.

### Misure di primo soccorso
Spostare la vittima in un luogo all'aria aperta. Chiamare un medico. Se la vittima ha una respirazione difficoltosa o non respira più, dargli un respiratore, e somministrare ossigeno. Rimuovere ed isolare abiti e scarpe contaminati.
In caso di contatto con il gas liquido, le parti congelate devono essere immerse in acqua tiepida. Tenere le vittime al caldo.
Assicurarsi che il personale medico sia a conoscenza di tutte le misure di sicurezza.

### Misure antincendio
Le bombole di HFC-227ea, se riscaldate, potrebbero esplodere. In caso di grosso incendio, raffreddare le bombole con molta acqua, da applicare dalla massima distanza possibile. Usare acqua vaporizzata per combattere i vapori.

### Mezzi protettivi
Evitare di respirare il gas o i suoi vapori. Indossare apparati respiratori con bombola d'ossigeno per evitare l'asfissia. Indossare indumenti protettivi.
Non maneggiare contenitori rotti, fino a che non ci siano i giusti mezzi e protezioni. Lavare qualsiasi quantità di sostanza a contatto con la pelle con abbondante acqua e sapone.